# IOS 15
IOS 15 is de vijftiende grote uitgave van besturingssysteem iOS dat is ontwikkeld door Apple Inc. voor hun iPhone- en iPod Touch-productlijnen. Het werd aangekondigd tijdens de Worldwide Developers Conference gegeven door het bedrijf op 7 juni 2021. Het is de opvolger van iOS 14 en kwam op 20 september 2021 beschikbaar.

## Beschrijving
Verbeteringen zijn aangebracht aan onder meer Meldingen, Dictafoon, vertalingen, RealityKit en iCloud. Het is mogelijk om meldingen tijdelijk stil te leggen met de Focus-functie en met Livetekst kan tekst worden herkend in foto's. Nieuwe functies zijn ook toegevoegd aan FaceTime, memoji, Kaarten, Foto's, de camera-app en webbrowser Safari.

## Beschikbaarheid
Alle apparaten welke iOS 13 en iOS 14 ondersteunden kunnen ook iOS 15 installeren. De iPhone 6s, iPhone 6s Plus en iPhone SE (eerste generatie) zijn de oudste apparaten die iOS 15 ondersteunen.

### iPhone
- iPhone 6S (Plus)
- iPhone SE (2016)
- iPhone 7 (Plus)
- iPhone 8 (Plus)
- iPhone X
- iPhone XS (Max)
- iPhone XR
- iPhone 11 (Pro en Max)
- iPhone SE (2020) (tweede generatie)
- IPhone 12 (Mini, Pro en Max)
- IPhone 13 (Mini, Pro en Max)
- iPhone SE (2022) (derde generatie)

### iPod Touch
- iPod Touch (zevende generatie)